# Cyrtoptyx robustus
Cyrtoptyx robustus is een vliesvleugelig insect uit de familie Pteromalidae. De wetenschappelijke naam is voor het eerst geldig gepubliceerd in 1907 door Masi.